# 短身裸葉鰕虎
短身裸葉鰕虎（学名：Lubricogobius exiguus），又名短身裸葉鰕虎魚，为鰕虎科裸葉鰕虎魚屬下的一个种。